# U-Bahnhof Implerstraße
Der U-Bahnhof Implerstraße der U-Bahn München wurde am 22. November 1975 eröffnet und ist ein dreigleisiger Verzweigungsbahnhof der U3 und der U6.
Der Bahnhof Implerstraße ist trotz seiner Spannweite von 22,5 Metern säulenlos, was einzigartig im Münchner U-Bahn-Netz ist. Das mittlere Gleis war bis 1989 ungenutzt, da die U3 bis zur Eröffnung der Strecke nach Fürstenried West mit der U6 zusammen nach Holzapfelkreuth fuhr. Auf Gleis 1 fährt die U6 Richtung Marienplatz. Auf Gleis 2 fährt die U3 Richtung Fürstenried West, sowie die U6 Richtung Klinikum Großhadern. Auf Gleis 3, das 14 Jahre ungenutzt war, fährt heute die U3, von Fürstenried kommend, Richtung Marienplatz. Die Hintergleiswände bestehen aus Faserzementplatten. Für die einzelnen Leuchtstoffröhren, die den mit roten Isarkiesel-Motiv ausgelegten Bahnsteig beleuchten, wurde die Deckenverkleidung mit Löchern versehen. Über Sperrengeschosse ist an beiden Bahnsteigenden die Oberfläche zu erreichen.
Bei einem Bau der U9-Spange müsste der U-Bahnhof viergleisig ausgebaut werden oder, samt dem U-Bahnhof Poccistraße, durch einen Neubau ersetzt werden.
Benannt wurde der Bahnhof nach der darüber verlaufenden Implerstraße, die nach dem Patriziergeschlecht Impler benannt ist.

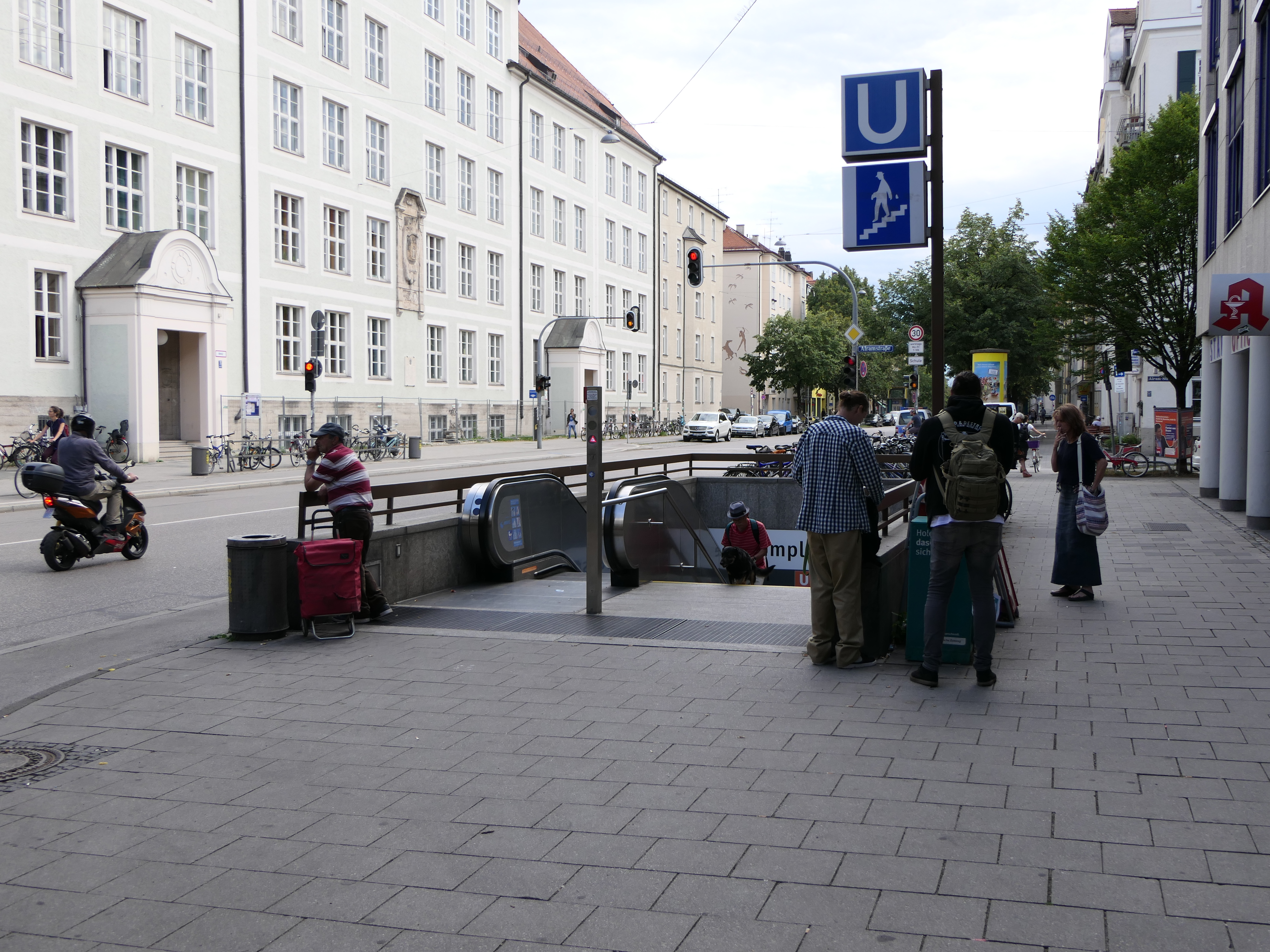
Zugang an der Oberfläche
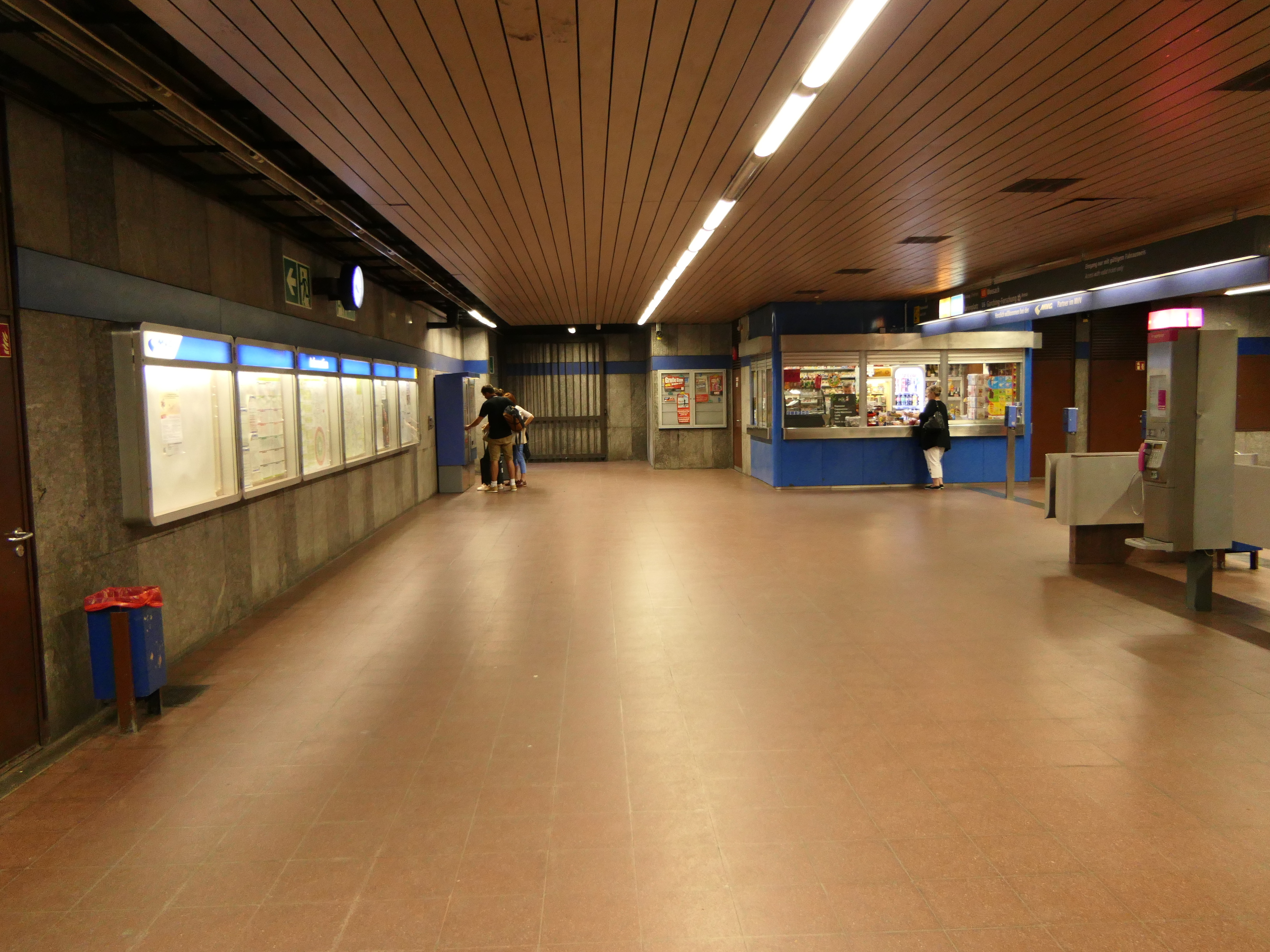
Verteilerebene
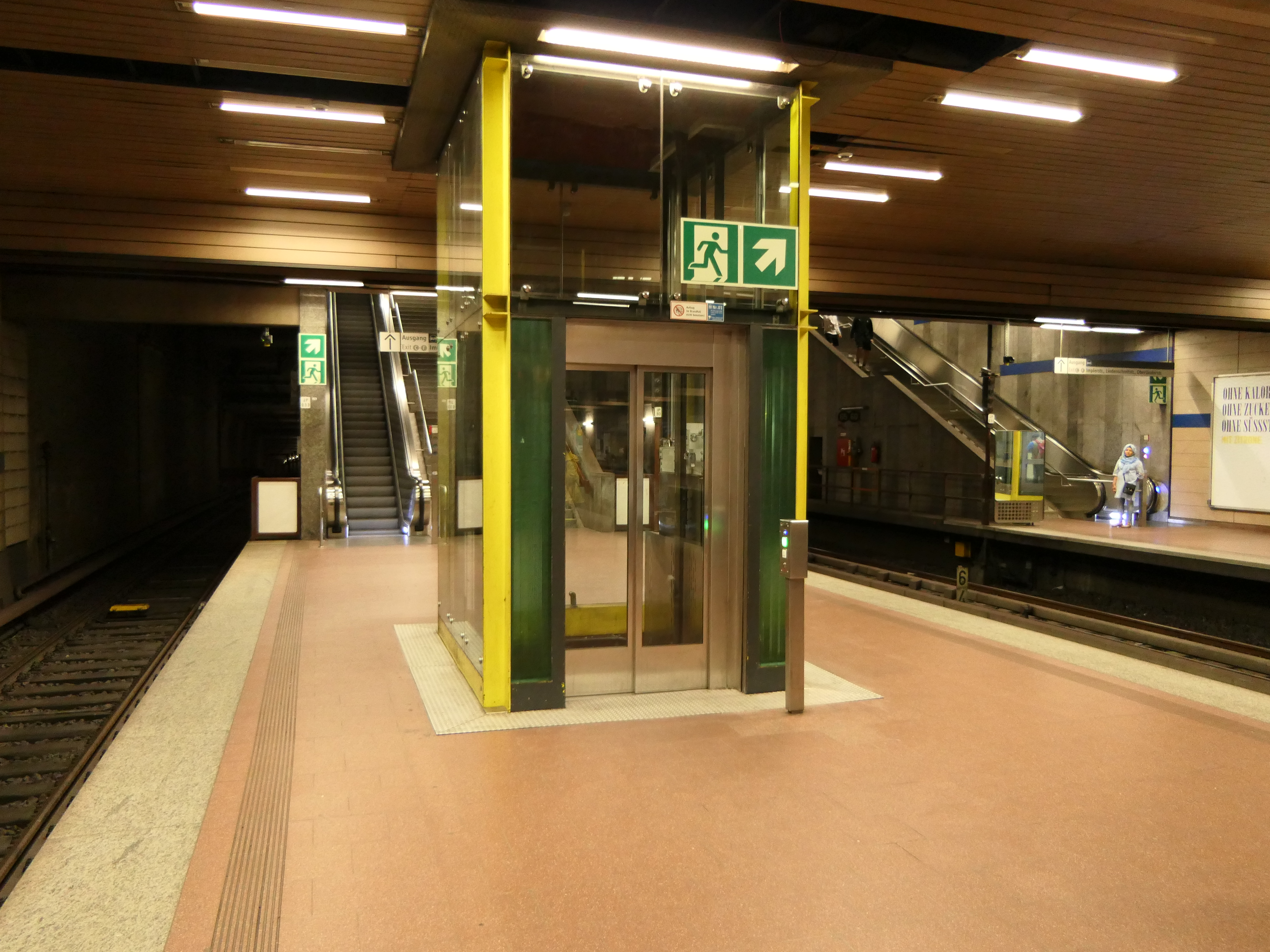
Aufzug auf der Bahnsteigebene
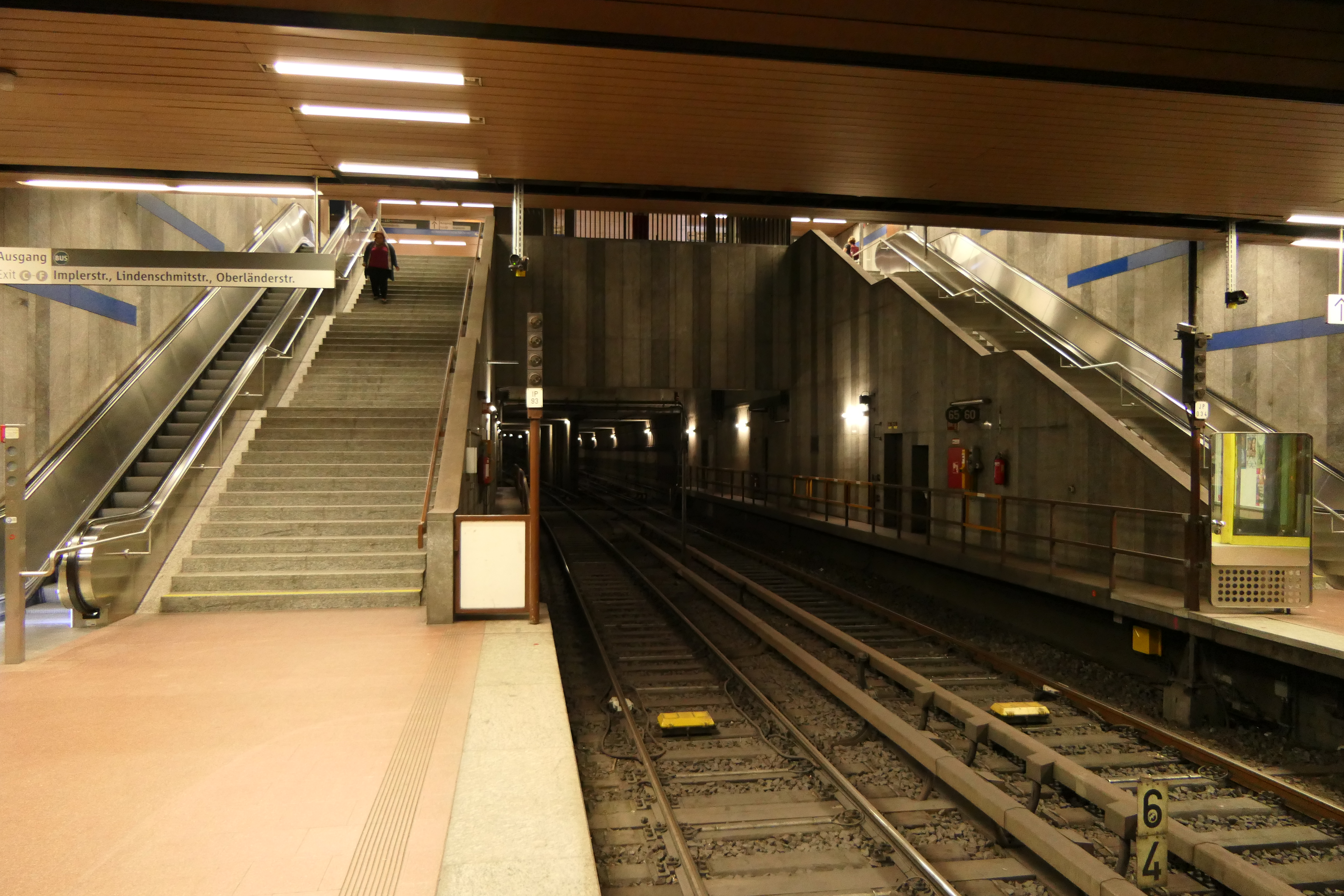
Aufgang von der Bahnsteigebene zur Verteilerebene
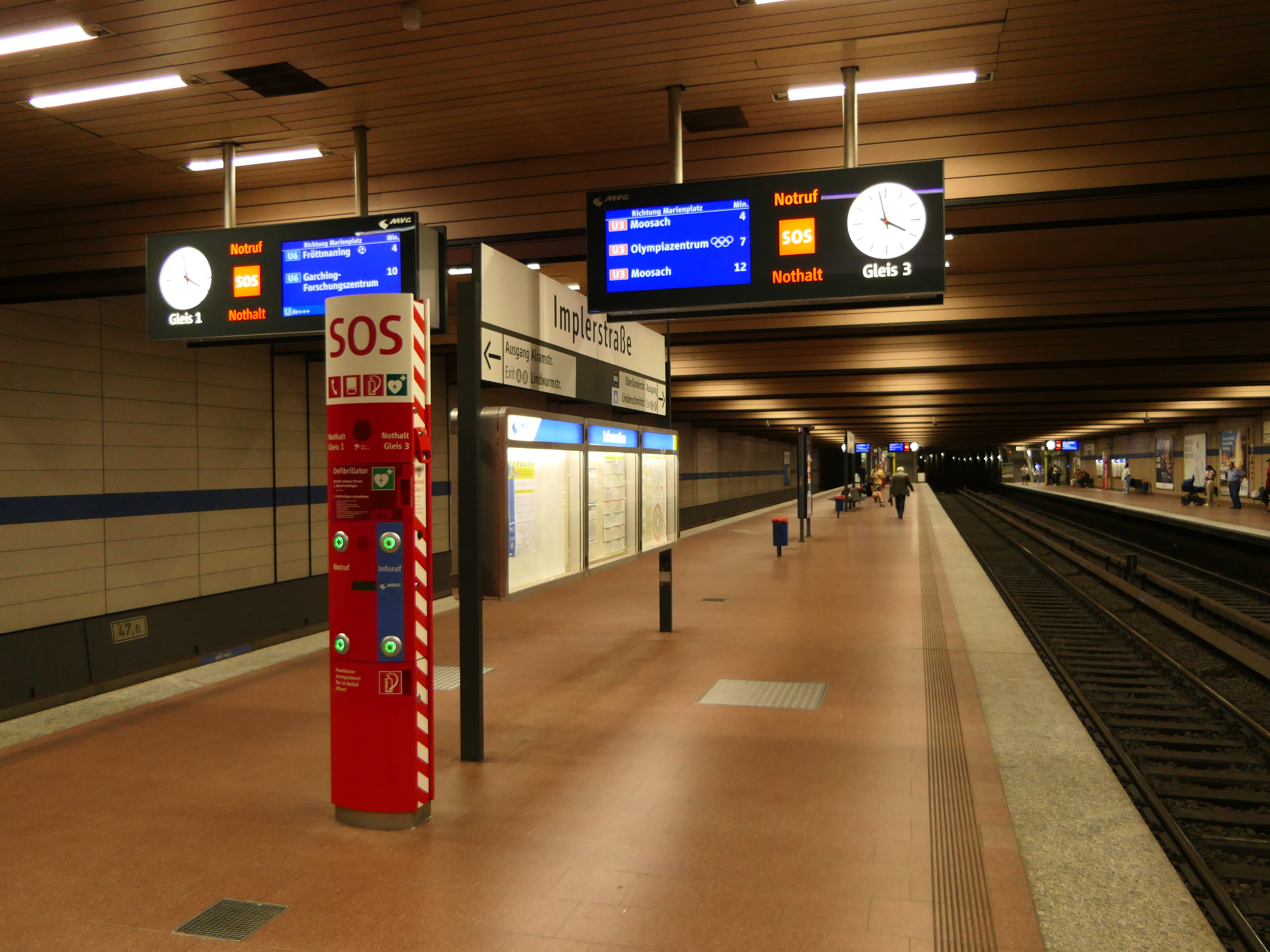
Fahrgastinformation und Notrufsäule auf der Bahnsteigebene
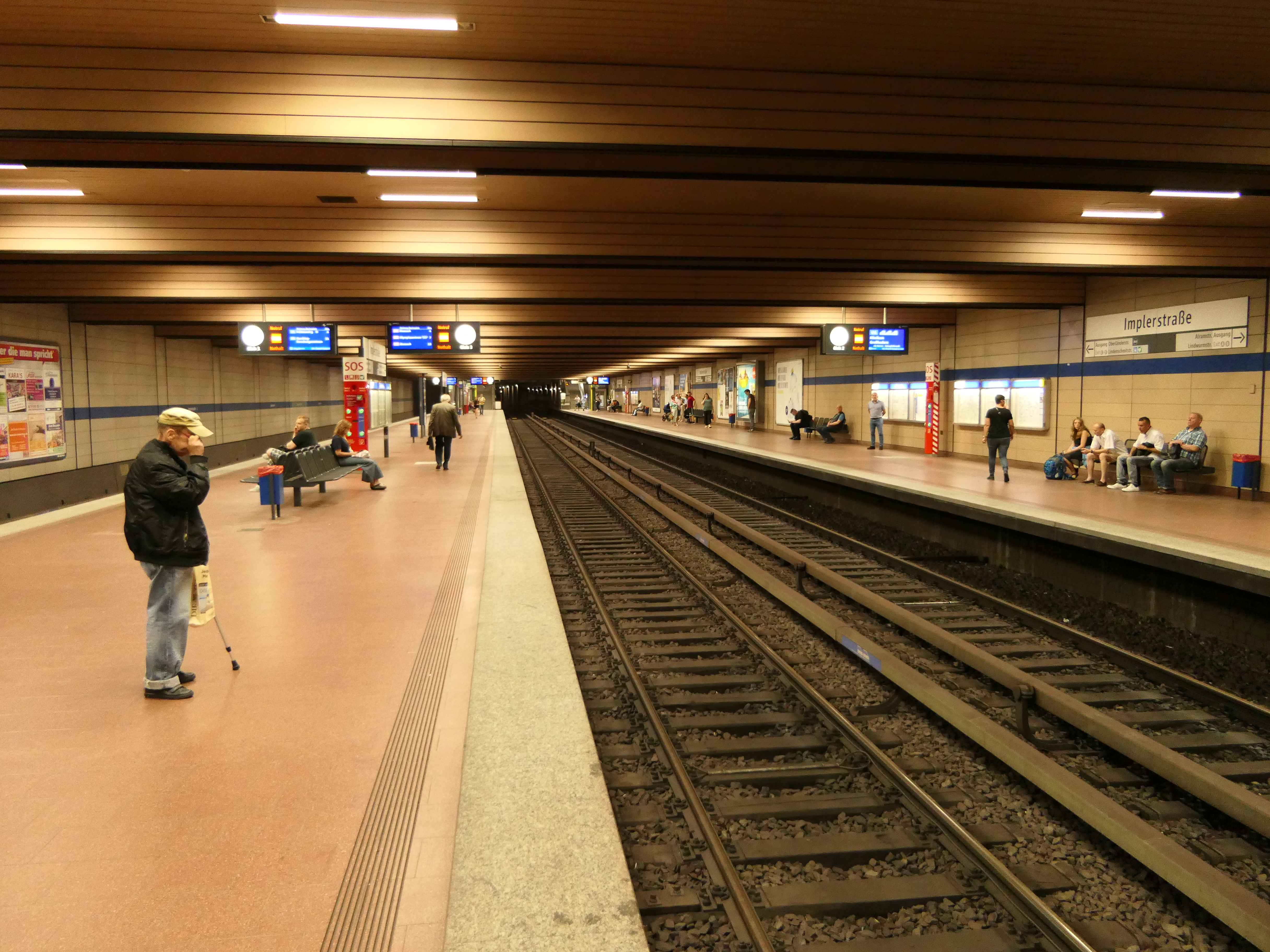
Bahnsteigebene 2018

## Verkehr
| Linie | Linienverlauf |
| ----- | --- |
| U3    | Moosach – (797 m) – Moosacher St.-Martins-Platz – (880 m) – Olympia-Einkaufszentrum – (1416 m) – Oberwiesenfeld – (1061 m) – Olympiazentrum – (944 m) – Petuelring – (832 m) – Scheidplatz – (793 m) – Bonner Platz – (1042 m) – Münchner Freiheit – (579 m) – Giselastraße – (744 m) – Universität – (788 m) – Odeonsplatz – (640 m) – Marienplatz – (884 m) – Sendlinger Tor – (843 m) – Goetheplatz – (677 m) – Poccistraße – (624 m) – Implerstraße – (849 m) – Brudermühlstraße – (1149 m) – Thalkirchen – (1129 m) – Obersendling – (785 m) – Aidenbachstraße – (782 m) – Machtlfinger Straße – (1195 m) – Forstenrieder Allee – (808 m) – Basler Straße – (936 m) – Fürstenried West |
| U6    | Garching-Forschungszentrum – (2560 m) – Garching – (1827 m) – Garching-Hochbrück – (4208 m) – Fröttmaning – (830 m) – Kieferngarten – (1431 m) – Freimann – (1087 m) – Studentenstadt – (660 m) – Alte Heide – (740 m) – Nordfriedhof – (813 m) – Dietlindenstraße – (712 m) – Münchner Freiheit – (579 m) – Giselastraße – (744 m) – Universität – (788 m) – Odeonsplatz – (640 m) – Marienplatz – (884 m) – Sendlinger Tor – (843 m) – Goetheplatz – (677 m) – Poccistraße – (624 m) – Implerstraße – (1236 m) – Harras – (837 m) – Partnachplatz – (760 m) – Westpark – (1084 m) – Holzapfelkreuth – (1050 m) – Haderner Stern – (1097 m) – Großhadern – (731 m) – Klinikum Großhadern   |

## Betriebsanlage Theresienwiese
Vom Bahnhof Implerstraße ist auch die dreigleisige Betriebsanlage unter der Theresienwiese zu erreichen, sowie im weiteren Verlauf der Bahnhof Schwanthalerhöhe der U5. Diese Verbindung wird seit Eröffnung der U5 für Aus- und Einrückfahrten verwendet. Die Verbindung über die Abstellanlage wurde gebaut, damit die Linien U4 und U5 einen Anschluss zum Betriebshof Nord haben. Außerhalb der Hauptverkehrszeiten werden auf den beiden Abstellgleisen der Betriebsanlage Züge abgestellt.